# Amr ibn Masada
Abu-l-Fadl Amr ibn Màssada ibn Saïd (o Sad) ibn Sul (àrab: أبو الفضل عمرو بن مسعدة بن سعيد (أو سعد) بن صول, Abū l-Faḍl ʿAmr b. Masʿada b. Saʿīd (o Saʿd) b. Ṣūl) (? - Adana, 832) fou un poeta d'època abbàssida que va servir a la cort del califa al-Mamun. Era d'origen turc i parent d'Ibrahim ibn al-Abbàs as-Sulí. Com que el seu pare havia estat secretari de cancelleria sota al-Mansur, ell va servir amb els barmàquides, i després fou ajudant d'al-Mamun a la cancelleria i a diversos càrrecs relacionats amb les finances i la recaptació, en els quals es va enriquir. Encara que va actuar de fet com a visir no va rebre mai aquest títol. Acompanyava el califa en la seva expedició a territori romà d'Orient quan va morir a Adana el 832.
Va ser un poeta distingit i el seu diwan, que incloïa poemes del seu germà, sumava una cinquantena de pàgines.